# Suelo cemento
Suelo cemento o suelo estabilizado con cemento es una mezcla en seco de suelo o tierra con determinadas características granulométricas, cemento Portland y, en su caso, aditivos. A la mezcla se le adiciona una cierta cantidad de agua para su fraguado y posteriormente se compacta. 
Regularmente, el porcentaje de cemento portland puede variar entre el 7 al 12% dependiendo del tipo de suelo.
Al producto ya curado o fraguado se le exigen unas determinadas condiciones de in susceptibilidad al agua (impermeabilidad, insolubilidad), resistencia, durabilidad y apariencia.

## Métodos de construcción
Se distinguen dos métodos de construcción, según el lugar en que se efectúe la mezcla de suelo-cemento:
- Mezcla en obra.
- Mezcla en planta a distancia.

Dado que es usual utilizar el suelo-cemento en pequeñas obras de autoconstrucción o en construcciones con fines sociales nos limitaremos a esta.
Existen grandes obras construidas con suelo-cemento, como la Represa de Urugua-í en la Provincia de Misiones, Argentina; aunque es menos frecuente su uso.

## Características de mezcla
El suelo cemento es una mezcla de tierra tamizada (malla de medio cm aproximadamente), arena común y cemento Portland, de modo que la relación volumétrica entre los primeros dos sea 2:1. 
Los dosajes de cemento se calculan como porcentaje en peso del material seco. 
La humedad de la tierra durante el apisonamiento puede ser del 18 % base húmeda.

## Granulometría[1]
La granulometría define los diferentes tamaños de partículas de un suelo, expresado como un porcentaje en relación con el tamaño total de una muestra. El tamaño de las partículas que componen la mezcla es importante ya que influye directamente en la porosidad, absorción de agua y durabilidad. Una adecuada distribución de tamaños de partículas es conocido como un suelo bien graduado, y permite obtener una mayor resistencia a compresión en las piezas elaboradas con dichas características.
A menor cantidad de espacios vacíos se reduce la porosidad y se incrementa la resistencia al agua y a esfuerzos mecánicos, ya que los huecos dejados por las partículas grandes son llenados por los medianos y así sucesivamente, generando un mayor contacto entre partículas, lo que provoca un peso  volumétrico y una resistencia a compresión mejorada De esta manera, una granulometría ideal debe incluir partículas de distintos tamaños y esto se logra al conocer la  distribución cuantitativa de los tamaños de las partículas de un suelo.
La combinación ideal del suelo es:
- 60-70% de arena.
- 10 a 20% de limo.
- 20 a 30% de arcilla.

Si los suelos son muy arenosos, van a requerir la incorporación de más cemento y a los arcillosos hay que agregarles más arena. Los suelos limosos con un 50 % de arena se estabilizan con un 10% de cemento.
La humedad debe ser similar a la que tenía el suelo antes de ser excavado.

## Pared de suelo apisonado
(Véase tapial)
Para construir una pared de suelo apisonado o tapial, es necesario construir previamente un armazón o encofrado que sirva de molde con la suficiente resistencia mecánica para resistir el empuje lateral que se produce al compactar el suelo con el pisón.
El rellenado se hace en capas de 2 dm, que se reducen a la mitad, tras el apisonamiento. Este se hace mediante dos pisones: Uno metálico de 8,3 kg, y base rectangular de 336 cm², y uno de madera (especialmente para los ángulos y zonas de más difícil acceso), de 4,2 kg y 56 cm² de sección.
Apisonar una sección de 0,35 m² requiere promedio unos 130 golpes de pisón por capa, desde una altura promedio de 0,35 m . Esto representa una energía de apisonamiento de 1,69 J/cm² si los pisones se dejaran caer por su propio peso. En el caso del pisón de madera (que aportaría el 32 % de ese valor), los operarios deben arrojarlo hacia abajo, de modo que la energía disponible sea algo mayor.
El armado de un encofrado doble requiere 4 operarios durante 2 horas. Su apisonamiento, la misma cantidad de operarios durante 4 horas. Tamizar la tierra demanda 1 operario trabajando 4 horas. 
Ejemplo: se requiere construir un tabique interior de 4 dm de espesor de 2,5 m de largo, 2,4 m de alto. Para la mitad inferior del mismo se utiliza suelo tamizado puro, y en el resto se adiciona arena común en igual proporción que para el suelo-cemento. Se recomienda la inclusión de cañas (bambú, tacuara) colocadas horizontalmente entre algunas capas de apisonado para controlar el fisuramiento. Esta es una opción cuando la pared va a quedar resguardada del agua. Para prevenir posibles deterioros por la intemperie durante el proceso de construcción se sugiere revocarla.

## Ladrillos de suelo cemento[2]
Los ladrillos de suelo cemento, también conocidos como [ladrillos ecológicos], están hechos de material inerte  de diferentes granulometrías, cemento y agua prensados juntos para adquirir la forma estándar. Al no necesitar horno, ayudan a preservar el medio ambiente con menos leña y menos emisiones de gases. El suelo utilizado es arenoso y tiene un  porcentaje de arcilla, popularmente conocida como.
En el mercado existen opciones de ladrillo macizo con o sin insertos y modulares con agujeros, estos últimos son muy comunes y se venden en los siguientes tamaños: 12,5x25x6,5 cm y 15x30x7,5 cm, más las opciones de ladrillo medio y canal. ladrillos

### Uniones con mampostería común
Las uniones de las paredes de tierra y suelo-cemento con otras de mampostería convencional no ofrecen dificultades, como tampoco los empotramientos de aberturas (en su mayoría en pre marcos de madera colocados en los encofrados o como topes de los mismos durante el apisonamiento) ni cañerías, excepto por la gran dureza alcanzada por el suelo-cemento fraguado.

## Otros usos
La represa de Chochiti, situada en el centro norte del Estado de Nuevo México, una hondonada de 10,7 m de profundidad con esquistos arenosos de baja resistencia ubicada debajo de los conductos de descarga a construir, fue reemplazada por 44.100 m³ de suelo cemento. Con la colocación de este volumen de suelo cemento se reemplazó un material poco resistente por otro de propiedades físicas similares a las de los esquistos arenosos circundantes, minimizando el riesgo de asentamientos diferenciales a lo largo de los conductos de descarga. La resistencia a la compresión del suelo cemento a los 28 días fue de 7 MPa, similar a la de los esquistos arenosos. 
En 1984 el suelo cemento fue usado, en lugar de hormigón en masa, para la cimentación de un aliviadero de 385 m de ancho en la presa de Bichland Greek cerca de Fort Worth, Texas. Alrededor de 3 m de sobrecarga sobre un estrato de roca sólida fue retirado y reemplazado por 80.890 m³ de suelo cemento. Para satisfacer el requerimiento de resistencia a la compresión de 7 MPa, el suelo cemento llevó un contenido de 10 % de cemento. La utilización de suelo cemento en sustitución de hormigón en masa conllevó un ahorro de 7,9 millones de dólares.